# Satu Mare (okręg Mehedinți)
Satu Mare – wieś w Rumunii, w okręgu Mehedinți, w gminie Stângăceau. W 2011 roku liczyła 239 mieszkańców.